# Vrýses (Amári)
Vrýses, en grec moderne : Βρύσες, est un village du dème d'Amári, dans le district régional de Réthymnon de la Crète, en Grèce. Selon le recensement de 2011, la population de Vrýses compte 90 habitants.
Le village est situé à 45 km de Réthymnon et à une altitude de 600 mètres, au pied du mont Ida.

## Recensements de la population
| Recensements | 1900 | 1920 | 1928 | 1940 | 1951 | 1961 | 1971 | 1981 | 1991 | 2001 | 2011 |
| ------------ | ---- | ---- | ---- | ---- | ---- | ---- | ---- | ---- | ---- | ---- | ---- |
| Population   | 262  | 218  | 237  | 217  | 182  | 229  | 136  | 122  | 179  | 127  | 90   |